# OUT (二ノ宮知子の漫画)
『OUT』（アウト）は、二ノ宮知子による漫画。
『ヤングロゼ』（角川書店）1995年3月号、5月号から7月号に連載された。単行本は、FEELコミックス（祥伝社）から全1巻が発行された。

## あらすじ
イラストレーター・真子が機嫌よく帰宅すると、同棲中の彼氏・歌ちゃんがホームレス仲間を集めていた。無邪気に爆弾ロボットを作るなど常軌を逸した歌ちゃんの行動に怒った真子がキレると、彼は働きに行くと言って姿を消す。数日して戻ってきた歌ちゃんは、腹から出血しながら事も無げに札束を持ち帰ってくる。

## 登場人物
森川 真子（もりかわ まこ）
フリーのイラストレーター。自宅で彼氏の歌ちゃんを同棲中だが、彼の名前と年齢以外は知らない。彼の引き起こす突飛な行動にキレながらも、離れられないでいる。
歌田 一郎（うただ いちろう）
真子の彼。27歳。真子には「歌ちゃん」と呼ばれている。無職で真子のヒモ状態だが、資産持ちやホームレス、女優と知り合いだったり、拳銃や爆弾を事も無げに所持していたりと、一般常識を逸した行動が多い謎の男。

## 書誌情報
二ノ宮知子 『OUT』 祥伝社〈FEELコミックス〉、全1巻
- 1999年2月15日初版発行、ISBN 4-396-76196-1[1]
  - 「勝負しようぜ!」を同時収録。